# Ломело
Ломело (итал. Lomello) је насеље у Италији у округу Павија, региону Ломбардија.
Према процени из 2011. у насељу је живело 2065 становника. Насеље се налази на надморској висини од 93 м.

## Становништво
Према резултатима пописа становништва 2011. у општини је живело 2.295 становника.
| 1936. | 1951. | 1961. | 1971. | 1981. | 1991. | 2001. | 2011. |
| ----- | ----- | ----- | ----- | ----- | ----- | ----- | ----- |
| 3.006 | 3.110 | 2.864 | 2.677 | 2.556 | 2.392 | 2.378 | 2.295 |